# Sunset Carson
Pour les articles homonymes, voir Carson.
Sunset Carson, né  Winifred Maurice Harrison, est un acteur américain né le 12 novembre 1920 à Gracemont (Oklahoma) et mort le 1er mai 1990 à Reno (Nevada).

## Biographie
Acteur américain populaire de film western de série « B » style « cow-boy » qui acquit une brève carrière dans les années 40, Sunset Carson est né sous le nom de Winifred Maurice Harrison (il était connu sous le prénom de Michael ou Mick) à Gracemont, (Oklahoma). Il  déménage à Plainview, Texas, dans la vingtaine et devient un cavalier de rodéo populaire. Il est repéré par un agent de Wild West Show et est embauché dans un cirque ambulant nommé Tom Mix Circus/Wild West Show (Wild West Shows),.
Après avoir débuté par de petits rôles comme dans Le Cabaret des étoiles (Stage Door Canteen 1943) au côté de Lon McCallister, il est remarqué par Lou Grey, cadre de Republic Pictures. Carson y signe un contrat et reçoit sa propre série B de westerns à partir de 1944, en changeant son nom pour Sunset Carson.

## Filmographie
nom du personnage = Sunset Carson ou Sunset (sauf mention contraire)
- 1943 : Le Cabaret des étoiles (Stage Door Canteen) de Frank Borzage : Tex
- 1944 : Bordertown Trail (en) de Lesley Selander
- 1944 : Code of the Prairie (en) de Spencer Gordon Bennet
- 1944 : Call of the Rockies (en) de Lesley Selander
- 1944 : Firebrands of Arizona (en) de Lesley Selander
- 1945 : The Cherokee Flash (en) de Thomas Carr
- 1945 : Bells of Rosarita de Frank McDonald
- 1945 : Rough Riders of Cheyenne (en) de Thomas Carr
- 1945 : La Piste de l'Oregon (en) (Oregon Trail) de Thomas Carr
- 1945 : Santa Fe Saddlemates (en) de Thomas Carr
- 1945 : Sheriff of Cimarron (en) d'Yakima Canutt
- 1945 : Bandits of the Badlands (en) de Thomas Carr
- 1946 : Red River Renegades (en) de Thomas Carr
- 1946 : Days of Buffalo Bill (en) de Thomas Carr
- 1946 : Alias Billy the Kid (en) de Thomas Carr
- 1946 : Rio Grande Raiders (en) de Thomas Carr
- 1946 : The El Paso Kid (en) de Thomas Carr
- 1948 : Sunset Carson Rides Again (en) d'Oliver Drake
- 1948 : Deadline d'Oliver Drake
- 1948 : Fighting Mustang d'Oliver Drake
- 1949 : Rio Grande de Norman Sheldon
- 1950 : Battling Marshal (en) d'Oliver Drake
- 1978 : Buckstone County Prison de Jimmy Huston : Shérif Deese
- 1985 : Alien Outlaw de Phil Smoot